# Dan Millman
Dan Millman (* 22. února 1946 v Los Angeles) je americký autor sedmnácti knih z oblasti duševního růstu přeložených do 29 jazyků, z nichž je nejslavnější poloautobiografický román Cesta pokojného bojovníka (1980). Dan Millman zvítězil na Mistrovství světa ve skocích na trampolíně v roce 1964, spolukoučoval tým gymnastů na Univerzitě v Berkeley, pracoval jako instruktor gymnastiky na Stanfordově univerzitě a jako profesor tělovýchovy na Oberlinské vysoké škole. Je často spojován s hnutím za rozvoj lidského potenciálu společně s Anthony Robbinsem. Millmanova první kniha o duševním rozvoji, Cesta pokojného bojovníka, je zčásti autobiografická fikce zasazená do doby, kdy autor studoval na vysoké škole. V roce 2006 byla Cesta pokojného bojovníka zfilmována.